# Tjöstelsrödsområdets naturvårdsområde
Tjöstelsrödsområdets naturvårdsområde är ett naturvårdsområde (sedan 1999 likställt med naturreservat) i Ljungs socken i  Uddevalla kommun i Bohuslän.
Reservatet är beläget strax öster om Ljungskiles tätort i Bohuslän och består av ett ravinlandskap. Det avsattaes som naturreservat 1988 och är 41 hektar stort.
Tjöstelsrödsbäcken kommer ur Lilla Skarsjön och faller mer än 70 meter på en sträcka av 1,5 km. Flera forsar och vattenfall finns i området. I den nedre delen har bäcken skurit sig ned och format ett ravinlandskap. I ravinen finns ädellövskog med bl.a. ek, alm, ask och lönn. I de mer fuktiga partierna finns alkärr. Inom området kan man finna växter som vildbalsamin, blåsippa och skogsviol. I de högre belägna områdena växer barrskog. Inom vissa delar finns åkrar, ängar och hagmarker. Det finns även en ekhage med sju vidkroniga jätteekar som är fridlysta som naturminnen. 
Bäcken är en värdefull miljö för havsöring.

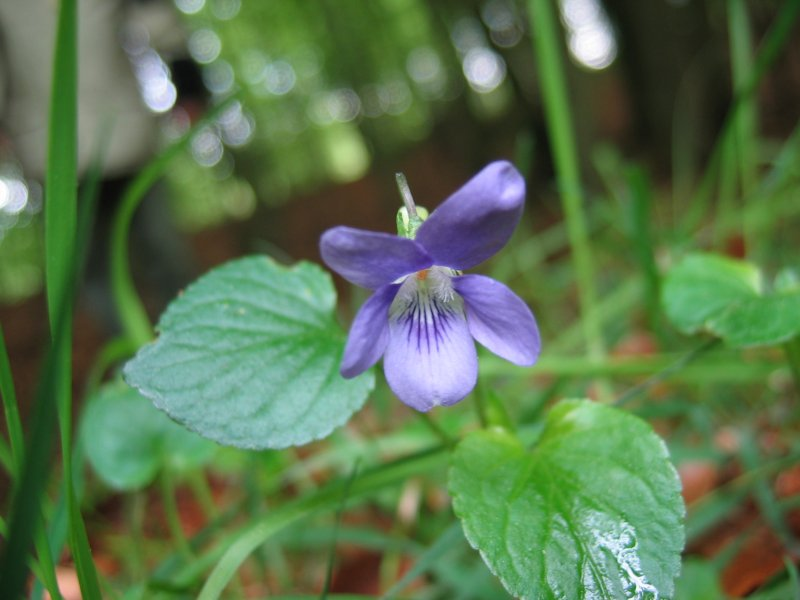
Skogsviol